# Tim Allen
Tim Allen, all'anagrafe Timothy Alan Dick (Denver, 13 giugno 1953), è un attore e comico statunitense.
È conosciuto per i suoi ruoli nelle serie televisive Quell'uragano di papà e L'uomo di casa, oltre che per alcuni film Disney come Santa Clause o Toy Story (in cui doppia Buzz Lightyear).

## Biografia
Nato a Denver da Martha e Gerald Dick, suo padre morì in un incidente d'auto quando Allen aveva undici anni. Sua madre sposò Bill Bones e la famiglia di Allen si spostò a Detroit quando lui aveva tredici anni. Frequentò la Seaholm High School a Birmingham, Michigan, e la Western Michigan University a Kalamazoo. Più tardi ricevette anche una laurea honoris causa.
Iniziò la sua carriera come cabarettista. Per una scommessa con un suo amico, partecipò a una serata open-mic (evento aperto a tutti coloro che vogliono cimentarsi in una performance da palcoscenico, in genere cantanti o attori) in un night club a Detroit. Ben presto iniziò a partecipare regolarmente a diversi show comici. Più tardi si trasferì a Los Angeles e diventò un membro del The Comedy Store, dove proseguì la carriera di cabarettista nei talk-show notturni, facendo anche parte della “sporca dozzina”, un gruppo di comici famosi per il loro humour adulto.
Raggiunse la fama come attore nella serie televisiva Quell'uragano di papà, andata in onda sulla ABC dal 1991 al 1999, dove interpretava Tim Taylor. Nel 1994 fu il protagonista del film campione di incassi Santa Clause, e, sempre nello stesso anno, pubblicò un libro, Don't Stand Too Close to a Naked Man, che divenne un successo commerciale in Nord America. Negli anni seguenti diede la voce a Buzz Lightyear nel film di animazione Toy Story - Il mondo dei giocattoli. Creò inoltre la Tim Allen Signature Tools, una linea di attrezzi e utensili distribuiti da Ryobi anche se, come ha scritto nel suo primo libro, è ben lontano dall'essere un esperto di riparazioni. Il successo di questa serie è probabilmente dovuto al suo repertorio, contenente temi adatti a più fasce di pubblico. Dal 2011 interpretò il personaggio di Mike Baxter, protagonista de L'uomo di casa, la seconda sit-com della rete ABC in termini di ascolto. Grande amico di Jay Leno, Allen ha una stella nella Hollywood Walk of Fame al 6834 di Hollywood Boulevard. Nel 2009 diresse il film Ricomincio da zero, di cui fu anche protagonista.
Nel 2022 torna ad interpretare Babbo Natale nella serie TV sequel di Santa Clause prodotta da Disney+ Nuovo Santa Clause cercasi.

## Vita privata
È stato sposato con Laura Diebel dal 1984 al 2003, anno del loro divorzio; hanno avuto una figlia, Katherine, nata nel 1989. Diebel una volta ha lavorato come direttore esecutivo della linea di attrezzi di Allen. Il 7 ottobre 2006 a Grand Lake, Colorado, Allen ha sposato l'attrice Jane Hajduk, con la quale si era fidanzato da cinque anni. Da quest'ultima, ha avuto una figlia, Elizabeth, nata nel 2009.
Il 2 ottobre 1978 Allen venne arrestato all’aeroporto internazionale di Kalamazoo, nel Michigan, per possesso di oltre 600 grammi di cocaina. Allen si dichiarò subito colpevole di narcotraffico e fornì i nomi di altri spacciatori per ricevere una pena dai 3 ai 7 anni di reclusione piuttosto che rischiare una condanna all'ergastolo. Fu rilasciato sulla parola il 12 giugno 1981, dopo aver scontato 2 anni e quattro mesi nel Federal Correctional Institution di Sandstone, nel Minnesota.
Il 24 maggio 1997 Allen venne arrestato per guida in stato di ebbrezza a Bloomfield, nel Michigan. Fu condannato ad un anno di libertà vigilata nonché ad entrare una clinica di riabilitazione per abuso di alcol.
Repubblicano e conservatore, Allen ha fatto campagna elettorale per John Kasich e Donald Trump.

## Riconoscimenti
- Nel 1995 vince il Golden Globe per il miglior attore in una serie commedia o musicale grazie alla sua interpretazione in "Quell'uragano di papà"
- Nomination ai Razzie Awards 2006: Peggior attore protagonista per Santa Clause è nei guai, Shaggy Dog - Papà che abbaia... non morde e Capitan Zoom - Accademia per supereroi

## Filmografia

### Attore

#### Cinema
- Neve tropicale (Tropical Snow), regia di Ciro Durán (1988)
- Santa Clause (The Santa Clause), regia di John Pasquin (1994)
- Da giungla a giungla (Jungle 2 Jungle), regia di John Pasquin (1997)
- In ricchezza e in povertà (For Richer or Poorer), regia di Bryan Spicer (1997)
- Galaxy Quest, regia di Dean Parisot (1999)
- Chi è Cletis Tout? (Who Is Cletis Tout?), regia di Chris Ver Wiel (2001)
- Joe Somebody, regia di John Pasquin (2001)
- Big Trouble - Una valigia piena di guai (Big Trouble), regia di Barry Sonnenfeld (2002)
- Che fine ha fatto Santa Clause? (The Santa Clause 2), regia di Michael Lembeck (2002)
- Fuga dal Natale (Christmas with the Kranks), regia di Joe Roth (2004)
- Shaggy Dog - Papà che abbaia... non morde (The Shaggy Dog), regia di Brian Robbins (2006)
- Capitan Zoom - Accademia per supereroi (Captain Zoom), regia di Peter Hewitt (2006)
- Santa Clause è nei guai (The Santa Clause 3: The Escape Clause), regia di Michael Lembeck (2006)
- Svalvolati on the road (Wild Hogs), regia di Walt Becker (2007)
- Redbelt, regia di David Mamet (2008)
- 6 mogli e un papà (The Six Wives of Henry Lefay), regia di Howard Michael Gould (2009)
- Ricomincio da zero (Crazy on the Outside), regia di Tim Allen (2010)
- El Camino Christmas, regia di David E. Talbert (2017)

#### Televisione
- Quell'uragano di papà (Home Improvement) – serie TV, 203 episodi (1991-1999)
- Late Show with David Letterman – serie TV, 5º episodio (1994-1997)
- Casa e chiesa (Soul Man) – serie TV, 1 episodio (1997)
- L'uomo di casa (Last Man Standing) – serie TV, 194 episodi (2011-2021)
- Cristela – serie TV, 1 episodio (2015)
- Reno 911! – serie TV, episodio 7x07 (2020)
- More Power - Sempre più potente! con Tim Allen (More Power) – serie TV, 10 episodi (2022)
- Nuovo Santa Clause cercasi (The Santa Clauses) – serie TV, 12 episodi (2022-2023)
- Quell'uragano di figlia (Shifting Gears) – serie TV, 10 episodi (2025-in corso)

### Doppiatore
- Buzz Lightyear in Toy Story - Il mondo dei giocattoli, Toy Story 2 - Woody e Buzz alla riscossa, Buzz Lightyear da Comando Stellare - Si parte!, Toy Story 3 - La grande fuga, Buzz a sorpresa, Toy Story of Terror!, Toy Story: Tutto un altro mondo, Vacanze hawaiiane, Non c'è festa senza Rex, Ralph spacca Internet, Toy Story 4
- Dexter Eroe in Il laboratorio di Dexter - Viaggio nel futuro

### Regista
- Quell'uragano di papà - serie TV, episodio 8x22 (1999)
- Ricomincio da zero (2010)

## Libri
- Don't Stand Too Close to a Naked Man (1994)
- I'm Not Really Here  (1996)

## Doppiatori italiani
Nelle versioni in italiano delle opere in cui ha recitato, Tim Allen è stato doppiato da:
- Teo Bellia in Quell'uragano di papà (st. 8), Big Trouble - Una valigia piena di guai, Che fine ha fatto Santa Clause?, Shaggy Dog - Papà che abbaia... non morde, Santa Clause è nei guai, Svalvolati on the road, Ricomincio da zero
- Stefano De Sando in Joe Somebody, Nuovo Santa Clause cercasi, Quell'uragano di figlia
- Michele Gammino in Galaxy Quest, Chi è Cletis Tout?, L'uomo di casa, El Camino Christmas
- Saverio Moriones in Quell'uragano di papà (st. 1-7), Redbelt
- Oliviero Dinelli in In ricchezza e in povertà, 6 mogli e un papà
- Francesco Pannofino in Captain Zoom - Accademia per supereroi
- Giancarlo Giannini in Santa Clause
- Massimo Lodolo in Fuga dal Natale
- Michele Kalamera in Da giungla a giungla
- Paolo Buglioni in Cristela

Da doppiatore è sostituito da:
- Massimo Dapporto in Toy Story - Il mondo dei giocattoli, Toy Story 2 - Woody e Buzz alla riscossa, Buzz Lightyear da Comando Stellare - Si parte!, Cars - Motori ruggenti, Toy Story 3 - La grande fuga, Vacanze hawaiiane, Buzz a sorpresa, Toy Story of Terror!, Toy Story: Tutto un altro mondo, Ralph spacca Internet, Toy Story 4
- Mario Scarabelli in Le avventure di Jimmy Neutron
- Stefano Mondini in Non c'è festa senza Rex
- Teo Bellia in Spin City